# Понтекс
Понтекс (англ. Ponteix, /ˈpɒntɛks/) — город на юго-западе Саскачевана в Канаде, в 86 км к юго-востоку от Суифт-Каррент. Он расположен на шоссе 628, к северу от шоссе 13.

## Демография
По данным переписи населения 2021 года, проведённой Статистической службой Канады, население Понтекса составляло 577 человек, проживающих в 242 из 276 частных домов, что на 2,5 % больше, чем в 2016 году, когда оно составляло 563 человека.
Согласно федеральной переписи населения 2011 года, 175 жителей Понтекса говорили на обоих официальных языках (английском и французском).

## История
В 1908 году отец Альбер-Мари Руайе из региона Овернь во Франции основал приход и деревню под названием Нотр-Дам д'Овернь к северу от ручья Нотукеу-Крик. Пять лет спустя город был перенесён к югу от ручья, когда Канадская Тихоокеанская железная дорога проложила путь туда. После переезда община была переименована в Понтекс в честь бывшего прихода отца Руайе во Франции (Ле Понтекс, коммуна Эда).
Благодаря сестерам Нотр-Дам-де-Шамбриак у жителей был доступ к образованию и медицине. Они построили монастырь и больницу, которая оказала помощь больным во время эпидемии испанского гриппа в 1919 году. А уже 1927 году началось строительство церкви.
Сегодня Понтекс богат культурным и двуязычным наследием и является центром для окружающих прерий фермеров и скотоводов.

## Достопримечательности

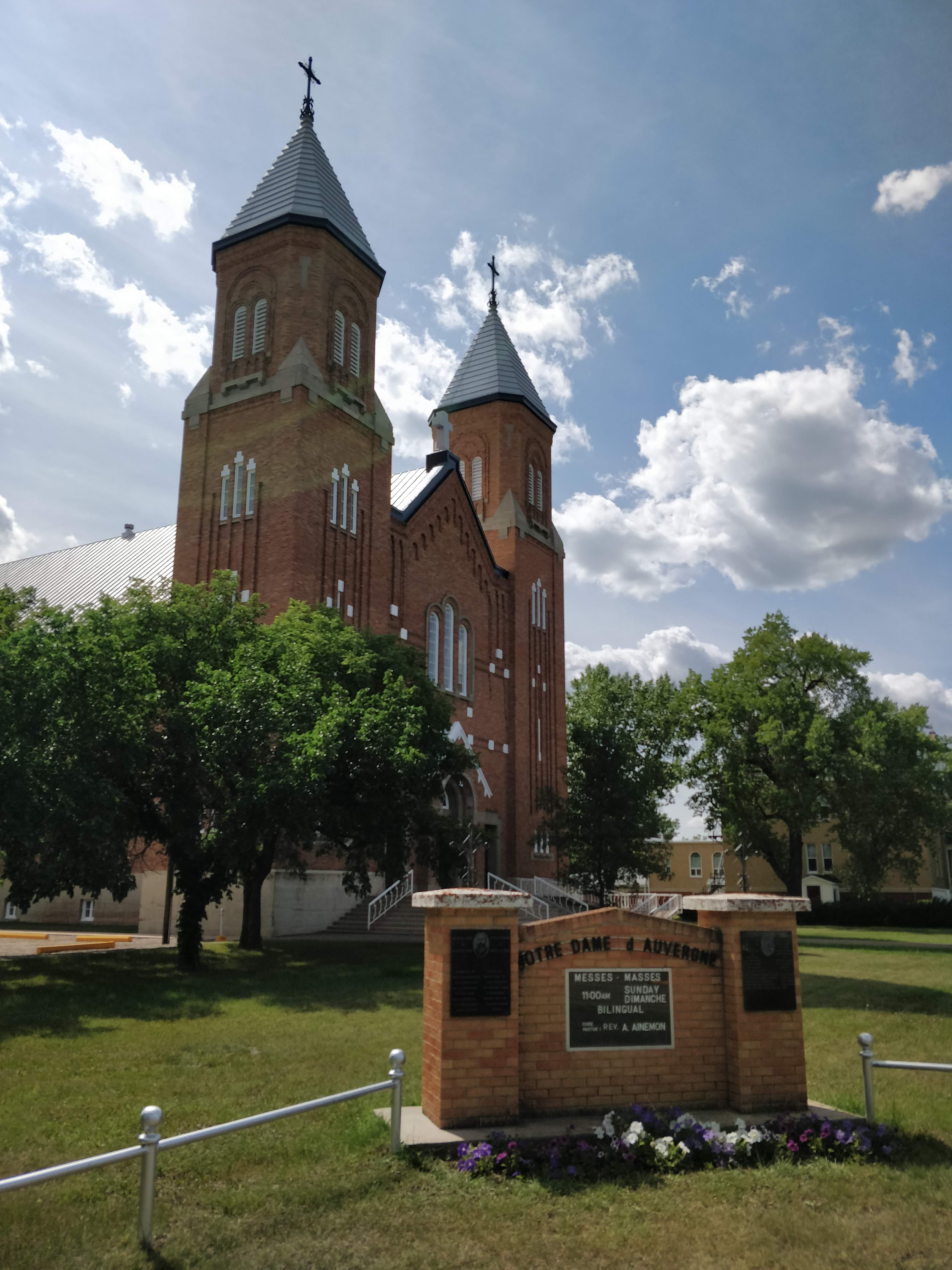
Церковь Нотр-Дам-д’Овернь

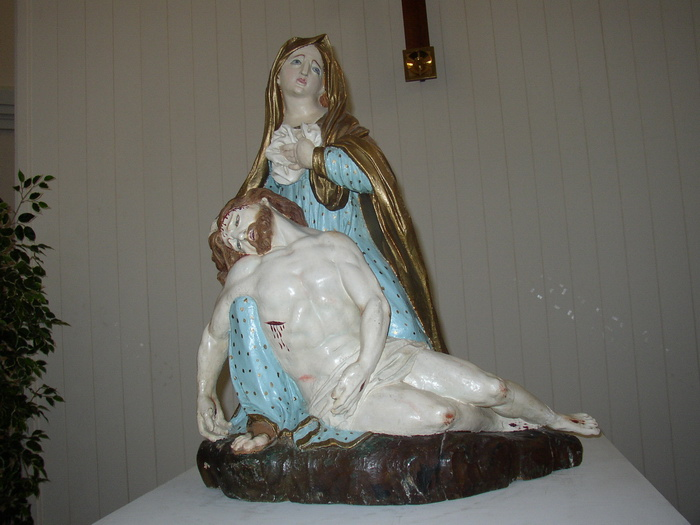
Пьета

Католическая церковь Нотр-Дам-д’Овернь, кирпично-бетонное сооружение в Понтексе, построенное в 1929 году, имеет двойные шпили и большую резьбу по дереву с изображением Пьеты. Статуя Пьета попала в Канаду из Франции в 1909 году, тем самым была спасена, когда церковь 1916 года была уничтожена пожаром в 1923 году.

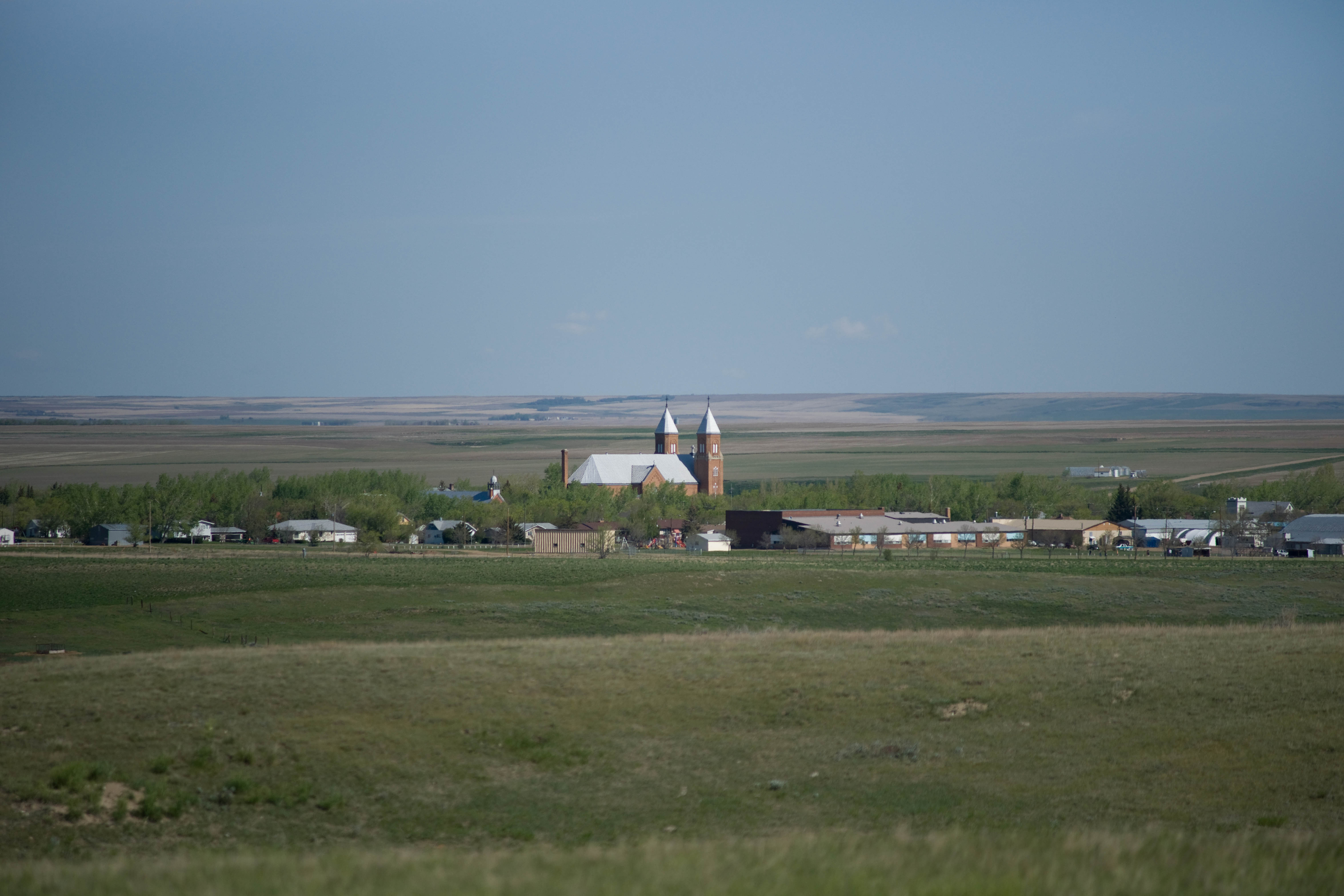
Общий вид на город

## Известные жители
Марк Лэмб, бывший профессиональный хоккеист, а ныне помощник тренера «Даллас Старз», родился в Понтексе.